# Consejo Supremo para la Reconstrucción Nacional
El Consejo Supremo para la Reconstrucción Nacional (en hangul, 국가재건최고회의; en hanja, 國家再建最高會議; romanización revisada, Gukga Jaegeon Choego Hoe-ui; McCune-Reischauer, Kukka Chaekǒn Ch'oego Hoeǔi), fue la junta militar gobernante de Corea del Sur desde mayo de 1961 hasta diciembre de 1963.
El Consejo Supremo derrocó a la Segunda República de Corea en el golpe del 16 de mayo de 1961 y estableció un gobierno militar provisional integrado en gran parte por oficiales que participaron en el golpe o lo apoyaron. El Consejo Supremo estaba encabezado por el presidente, el jefe de Gobierno de facto con poderes dictatoriales, mientras que el presidente Yun Posun era mantenido como figura decorativa. El Consejo Supremo priorizó el desarrollo económico y la estabilidad política de Corea del Sur, suspendiendo la Asamblea Nacional y la mayoría de las libertades políticas, y fundando la Agencia Central de Inteligencia de Corea para combatir las actividades pro- norcoreanas y otras actividades antigubernamentales. Park Chung Hee sirvió como Presidente del Consejo Supremo desde julio de 1961 hasta su victoria en las elecciones presidenciales de Corea del Sur de 1963, y el Consejo Supremo se disolvió tras la inauguración de la Tercera República de Corea en diciembre de 1963.

## Historia

### Antecedentes
La Primera República de Corea se estableció el 15 de agosto de 1948 tras la transferencia de poder del Gobierno Militar del Ejército de los Estados Unidos en Corea (USAMGIK) al Gobierno de Corea del Sur, convirtiéndose en el primer gobierno independiente de Corea del Sur . La Primera República tuvo un gobierno altamente centralizado bajo el presidente Syngman Rhee, quien mantuvo el poder autocrático como presidente de Corea del Sur, y fue ampliamente visto como autoritario y corrupto . El gobierno de Rhee se caracterizó por el favoritismo generalizado, la intimidación y la indiferencia hacia el desarrollo económico de Corea del Sur. Hasta fines de la década de 1950, la impopularidad y la corrupción de Rhee fueron en gran medida toleradas por el público de Corea del Sur en aras de la unidad política y, como acérrimo anticomunista, había aplastado la oposición abierta a su régimen usando la amenaza del comunismo como excusa. En abril de 1960, Rhee fue finalmente derrocado en protestas masivas conocidas como la Revolución de Abril, que comenzaron en respuesta al asesinato de un estudiante asesinado por la policía durante protestas anteriores contra el fraude electoral . Los antiguos oponentes políticos de Rhee en el Partido Democrático establecieron la Segunda República de Corea, con un nuevo sistema parlamentario de gobierno, y dominaron la Asamblea Nacional después de las elecciones. La Segunda República estuvo liderada por Chang Myon como primer ministro de Corea del Sur, un cargo que ostentaba la mayor parte del poder, y estaba encabezada por Yun Bo-seon como presidente, ahora un papel en gran medida ceremonial. El nuevo gobierno intentó solucionar los problemas dejados por Rhee, pero resultó ineficaz y provocó que la inestabilidad política de la Primera República continuara.

### Golpe de Estado del 16 de mayo
Muchas figuras de alto rango del ejército surcoreano sentían animosidad hacia los llamados " aristócratas de la liberación" –la clase dirigente de políticos conservadores involucrados en el movimiento de independencia de Corea y el USAMGIK– a quienes culpaban por el estancamiento del desarrollo en Corea del Sur. Las figuras militares destacaron cómo Corea del Sur se había desarrollado intensamente bajo el sistema colonial japonés y el " milagro económico " que estaba ocurriendo en Japón, en marcado contraste con la presidencia de Rhee, que vio pocos esfuerzos significativos para desarrollar la economía, que permaneció estancada, pobre y en gran medida agraria . La falta de desarrollo bajo el gobierno de Rhee provocó una creciente reacción intelectual nacionalista que exigía una reestructuración radical de la sociedad y una profunda reorganización política y económica, rechazando el modelo perseguido por la élite gobernante.

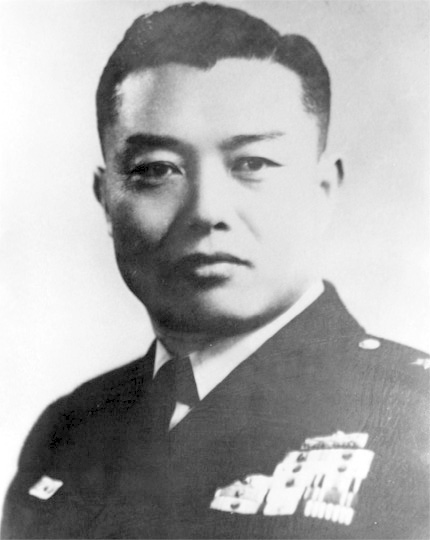
El general Chang Do-yong fue el primer presidente del Consejo Supremo de mayo a julio de 1961.

Park Chung Hee, un general mayor del Ejército de la República de Corea con inclinaciones políticas decididamente ambiguas, se vio fuertemente influenciado por esta reacción intelectual que se estaba desarrollando. Park se convirtió en el líder de una facción reformista dentro del ejército que planeó un golpe de Estado contra el gobierno civil de la Segunda República el 12 de mayo de 1961. El complot fue abortado después de filtrarse, sin embargo, los militares intentaron otro golpe cuatro días después, el 16 de mayo, que tuvo éxito, disolviendo la Segunda República. Procedieron a difundir una proclamación que describía los objetivos políticos del golpe, incluido el anticomunismo, el fortalecimiento de los lazos con los Estados Unidos, la eliminación de la corrupción política, la construcción de una economía nacional autónoma, la reunificación coreana y la eliminación de la actual generación de políticos. Posteriormente, Park y sus partidarios establecieron el Comité Militar Revolucionario como gobierno de junta militar, posteriormente rebautizado como Consejo Supremo para la Reconstrucción Nacional. El presidente Yun Posun, que se había aliado con el golpe, se mantuvo en su puesto como figura decorativa teórica. El general Chang Do-yong, entonces jefe del Estado Mayor del Ejército, fue instalado como presidente del Consejo Supremo, mientras que Park se convirtió en vicepresidente. Sin embargo, las luchas de poder dentro del Consejo Supremo permitieron a Park diseñar la transferencia gradual del poder de Chang a él mismo. En julio, Park reemplazó oficialmente a Chang como presidente, convirtiéndose efectivamente en el dictador de facto de Corea.

### Disolución
En 1962, Park y el Consejo Supremo estaban bajo una presión cada vez mayor por parte de la administración estadounidense del presidente John F. Kennedy para regresar a un gobierno civil, ya que los líderes militares habían prometido devolver el gobierno a un sistema democrático lo antes posible. El 2 de diciembre de 1962 se celebró un referéndum para volver a un sistema de gobierno presidencial, que supuestamente fue aprobado con una mayoría del 78%.  En respuesta, Park finalmente abdicó de su posición militar para poder postularse como civil en las próximas elecciones presidenciales, a pesar del hecho de que él y los otros líderes militares habían prometido no postularse para ningún cargo. Park ganó por un estrecho margen las elecciones presidenciales de octubre de 1963 y reemplazó a Yun Posun como presidente de Corea. El Consejo Supremo se disolvió oficialmente tras la inauguración de la Tercera República de Corea el 17 de diciembre de 1963, poniendo fin al vacío constitucional de tres años. 

## Economía
El Consejo Supremo priorizó el desarrollo económico de Corea del Sur y fue el primer gobierno surcoreano en introducir la planificación económica, con el primer plan quinquenal surcoreano inaugurado en 1962. Aunque la Segunda República había sentado las bases para esos planes económicos, no había podido ponerlos en práctica debido al golpe del 16 de mayo. El Ministerio de Relaciones Exteriores y Comercio promulgó políticas para incentivar y promover las exportaciones . La reforma monetaria redujo el tipo de cambio del won surcoreano al dólar estadounidense, principalmente para evitar el lavado de dinero por parte de estafadores que ocultaron grandes cantidades de dinero y para debilitar la influencia económica de los inversores chinos en el extranjero en la economía surcoreana.
A finales de 1963, el Consejo Supremo inició un programa con el gobierno de Alemania Occidental para reclutar enfermeras y mineros surcoreanos como Gastarbeiter . Los costos de las enfermeras y los mineros enviados a Alemania Occidental fueron pagados en gran parte por el gobierno de Corea del Sur, y sólo sus salarios y algunos servicios de idiomas fueron pagados por sus empleadores en Alemania Occidental. Desde entonces se ha señalado a los surcoreanos Gastarbeiter como una de las principales causas del rápido crecimiento económico de Corea del Sur a finales del siglo XX.[cita requerida]

## Diplomacia
Las relaciones entre Corea del Sur y Estados Unidos se vieron dañadas por el golpe de Park y su administración militar fue recibida con la desaprobación inmediata de los Estados Unidos. El propio Park había sufrido sospechas de ser comunista tanto en su país como en el extranjero debido a su historia política. Park había sido previamente condenado a muerte en noviembre de 1948 tras ser arrestado bajo cargos de dirigir una célula comunista en la policía coreana, pero su sentencia fue conmutada por varios oficiales militares de alto rango. Park había sido miembro del Partido de los Trabajadores de Corea del Sur, el partido comunista responsable del levantamiento de Jeju, y estuvo involucrado en la Rebelión de izquierda de Yeosu-Suncheon . La historia izquierdista de Park, combinada con su historia como oficial entrenado en Japón en el Ejército Imperial de Manchukuo, el ejército del estado títere japonés de Manchukuo, llevó a muchos a cuestionar sus verdaderas intenciones a pesar de las posturas públicamente anticomunistas del Consejo Supremo. Park visitó Estados Unidos en 1961 e intentó persuadir al presidente Kennedy para que aprobara su régimen, pero en lugar de ello se le alentó a restablecer rápidamente el gobierno civil en Corea del Sur.